# Татаркевич, Якуб

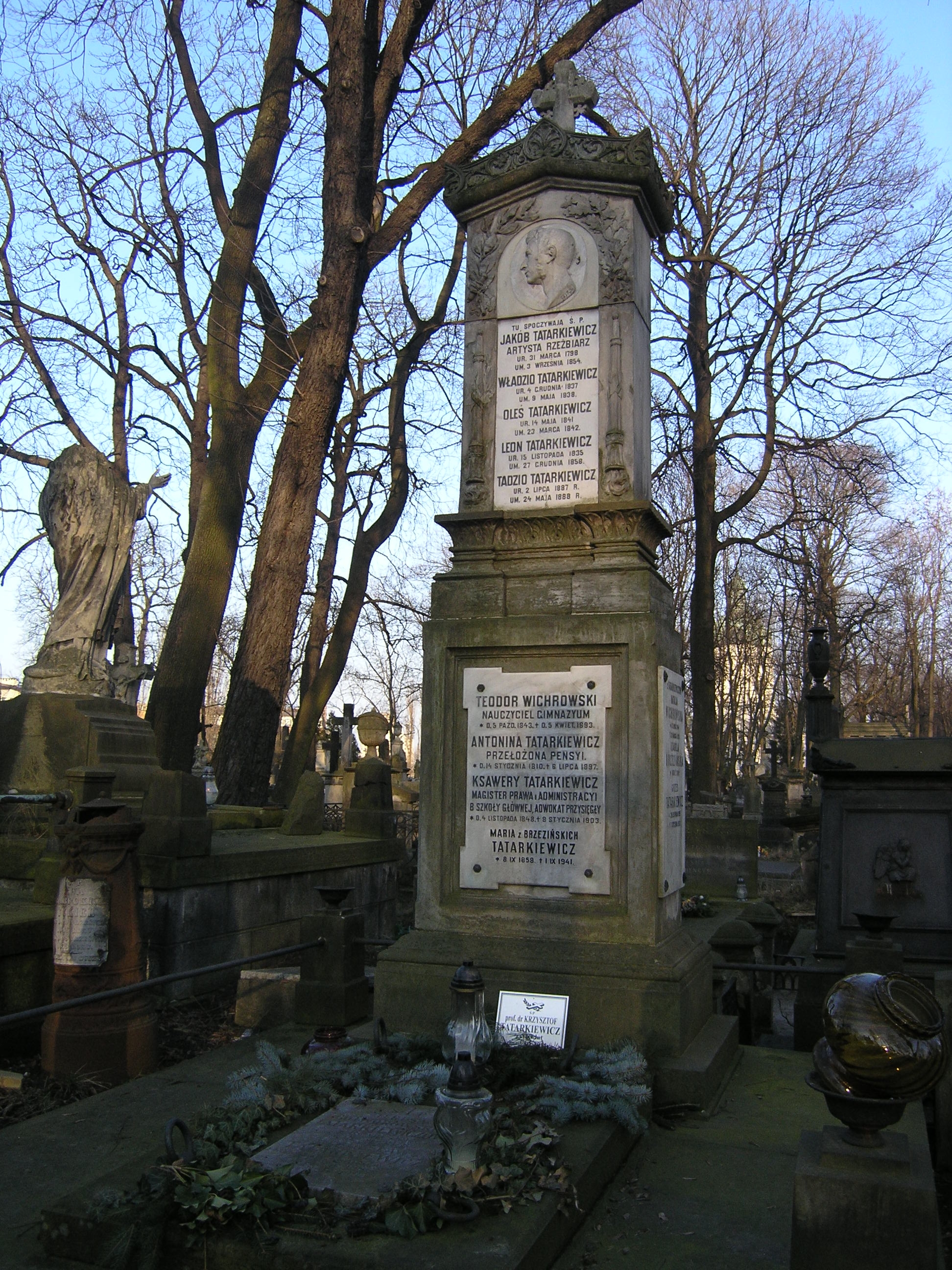
Могила Якуба Татаркевича в кладбище Старые Повонзки в Варшаве

Якуб Татаркевич (пол. Jakub Tatarkiewicz; 31 марта 1798, Варшава, — 3 сентября 1854, там же) — польский скульптор и художник.
Якуб Татаркевич был в Польше учеником таких мастеров, как Павел Малиньский и Антоний Бродовский. Совершил поездку в Италию. В период с 1823 по 1828 год учился в Риме, в мастерской Бертеля Торвальдсена, затем жил и работал в Варшаве. К его произведениям относятся скульптура Умирающей Психеи, украшающая фронтон Большого театра в Варшаве, неоготический склеп рода Потоцких в Виланове, много памятников и бюстов (например — писательницы Клементины Гофмановой), был также мастером портретного медальона. Среди его учеников скульптор Анджей Прушинский.
Похоронен на старом военном кладбище Повонзки в Варшаве.
Я. Татаркевич был дедом польского философа, академика Владислава Татаркевича.